# Francisco Padilla
Francisco Padilla (* 7. März 1993) ist ein mexikanischer Eishockeyspieler, der seit 2013 erneut bei San Jeronimo in Mexiko spielt.

## Karriere
Francisco Padilla begann seine Karriere als Eishockeyspieler bei San Jeronimo. Als 2010 die semi-professionelle Liga Mexicana Élite gegründet wurde, wechselte er zu den Zapotec Totems, einem der vier Gründungsclubs der Liga. 2013 kehrte er zu San Jeronimo zurück.

### International
Im Juniorenbereich stand Padilla für die mexikanische U18-Auswahl bei den Weltmeisterschaften der Division III 2010 und 2011 sowie für die U20-Auswahl bei den Weltmeisterschaften der Division II 2010 und 2012 und der Division III 2011 und 2013 auf dem Eis. Dabei war er bei der U18-WM 2011 und der U20-WM 2013 jeweils Kapitän seiner Mannschaft.
Mit der Herren-Nationalmannschaft nahm Padilla an den Weltmeisterschaften der Division II 2011, 2012, 2013, 2014, 2015 und 2016 teil. Zudem stand er beim Pan-amerikanischen Eishockeyturnier 2014, bei dem er mit seinem Team den zweiten Rang belegte, und bei den Qualifikationsturnieren für die Olympischen Winterspiele in Sotschi 2014 und in Pyeongchang 2018 auf dem Eis.

## Erfolge und Auszeichnungen
- 2010 Bester Verteidiger bei der U18-Weltmeisterschaft der Division III, Gruppe B
- 2011 Aufstieg in die Division II bei der U20-Weltmeisterschaft der Division III